# Manuel Curto
Manuel José da Luz Correia Curto (Torres Vedras, 9 luglio 1986) è un ex calciatore portoghese, di ruolo centrocampista.

## Carriera

### Club
Ha giocato nella prima divisione dei campionati portoghese, kazako, polacco e belga.

### Nazionale
Ha giocato nelle nazionali giovanili portoghesi Under-17, Under-19 ed Under-20.